# Ahmad Mahdaoui
Code informatique
Ahmad Mahdaoui est un footballeur algérien né le 29 septembre 1979 à Koléa dans la wilaya de Tipaza. Il évoluait au poste d'attaquant.

## Biographie
Ahmad Mahdaoui évolue en première division avec les clubs de l'USM Blida, du CA Bordj Bou Arreridj, et de l'AS Khroub.
Au total, il dispute près de 200 matchs en première division algérienne. Il inscrit dix buts dans ce championnat avec l'équipe de Blida.

## Palmarès
- Vice-champion en 2003 avec l'USM Blida